# Todesfelde
Todesfelde er en by og en kommune i det nordlige Tyskland, beliggende i Amt Leezen under Kreis Segeberg. Kreis Segeberg ligger i den sydøstlige del af delstaten Slesvig-Holsten.

## Geografi
Todesfelde ligger omkring 10 kilometer sydvest for Bad Segeberg syd for det store skovområde Buchholz. En videreførelse mod vest af den øst/vest-gående motorvej A 20 er planlagt gennem kommunen.